# 大川毅 (実業家)
大川 毅（おおかわ たけし、1944年（昭和19年）2月20日 - ）は、日本の実業家。東映専務取締役、東映フライヤーズオーナーを務めた。東京都出身。

## 来歴・人物
大川博の長男として生まれる。
1956年（昭和31年）、慶應義塾大学法学部を卒業後、南カルフォルニア大学院社会学部に留学。帰国後、東映に入社する。1958年に結婚するが、夫人は学生時代に知り合った東映ニューフェイスの女優だった。
東映化学工業管理部長を経て、1965年（昭和40年）に東映取締役に選任され、1968年に代表取締役、1977年に33歳で専務となる。また1967年1月には、東映フライヤーズオーナー代理に就き、1971年から73年までにオーナーを務めた。社内では「ジュニア」と呼ばれた。
父・博は、観客動員の急減によって斜陽化する映画産業にとどまらない業態多様化の一環として、ボウリング事業を軌道に乗せ、東映を総合娯楽企業へと転換を図るその責任者として、毅を重役として取り入れた。1960年代から70年代初めにかけて、いわゆるボウリングブームが起き、東映はこのブームに乗じて、最盛期には28センター、648レーンを有するまでになった。
博はこのボウリング事業の責任者として、毅と義理の息子（大川の娘婿）を指名した。しかし、この若い二人は功を急ぎ、合理化の名のもとで左遷、酷使政策をとり、文字通り弾圧政治をひきはじめた。撮影所とは別にできた本社の労働組合が猛反発し、毅の追放運動を起こし、本社の機能はマヒ状態に陥るほどにまで対立はエスカレートした。混乱する社内の状況を博が気づかないはずはないのだが、「息子はよくやっておるよ。ただ多少やりすぎるところがあるだけ」と擁護した。その一方で、組合による吊るし上げを恐れて本社へ出社さえしなくなった毅を、役員から外すこともしなかった。
父の死後、後継者について話し合う場で、「社長は毅君がやるべきだ」と切り出した常務・企画本部長の岡田茂に対して、毅は「岡田さんがやってください。私には自信がないんです」と返答し、しばらく経って岡田が社長就任を決断すると、毅は岡田の自宅まで挨拶に来たという。